# ایبئاس د خوارس
ایبئاس د خوارس (به اسپانیایی: Ibeas de Juarros) یک شهرستان در اسپانیا است.